# Paul Van Tigchelt
Paul Van Tigchelt (Weelde, 13 november 1973) is een Belgisch liberaal politicus en voormalig magistraat. Van 22 oktober 2023  tot 3 februari 2025 was hij vicepremier en minister van Justitie en de Noordzee in de regering-De Croo.

## Levensloop
Paul Van Tigchelt studeerde af als licentiaat in de rechten aan de Katholieke Universiteit Leuven. In 1998 ging hij als parketjurist bij het Antwerpse parket aan de slag en van 2001 tot 2003 was hij gerechtelijk stagiair voor het gerechtelijk arrondissement Antwerpen. In april 2003 werd hij substituut-procureur des Konings bij het Hof van Beroep in Antwerpen. 
Van 2003 tot 2008 werd hij tevens gedetacheerd naar het kabinet van vicepremier en minister van Binnenlandse Zaken Patrick Dewael (Open Vld). Hij was er eerst adviseur en vervolgens adjunct-kabinetschef en woordvoerder. Hij stapte er op na het uitlekken van een omstreden constructie om een andere kabinetsmedewerker aan een functie bij de Algemene Inspectie Politie te helpen.
In 2008 keerde hij terug naar het Antwerpse parket en werd hij verantwoordelijk voor de drugsdossiers en de bestrijding van de internationale en grootschalige drugshandel. Van juli 2010 tot februari 2014 was hij substituut-procureur des Konings bij de rechtbank van eerste aanleg van Antwerpen en van februari 2014 tot oktober 2023 was hij substituut-procureur-generaal bij het Antwerpse parket-generaal, waar hij onder andere dossiers tegen de georganiseerde drugsmaffia pleitte. Hij was ook woordvoerder van het Antwerpse parket-generaal.
In januari 2016 werd hij in opvolging van André Vandoren directeur van het Coördinatieorgaan voor de dreigingsanalyse (OCAD). Hij speelde hierdoor een belangrijke rol in het opzetten van een versterkt veiligheidsapparaat na de terreuraanslagen in Brussel op 22 maart 2016 en onder zijn impuls kwam een OCAD-lijst tot stand, een databank met namen en informatie over potentieel gevaarlijke individuen en groeperingen die werden opgevolgd door de veiligheidsdiensten. Hij bleef OCAD-directeur tot in oktober 2020.
Van Tigchelt werd nadien opnieuw actief op een Open Vld-kabinet en werd adjunct-kabinetschef van vicepremier en minister van Justitie en de Noordzee Vincent Van Quickenborne. Na diens ontslag werd hij op 22 oktober 2023 benoemd tot vicepremier en minister van Justitie en de Noordzee in de regering-De Croo. Van Tigchelt bleef deze functies bekleden tot 3 februari 2025, toen de regering-De Wever werd geïnstalleerd. 
Bij de federale verkiezingen van juni 2024 werd Van Tigchelt lijsttrekker voor Open Vld in de kieskring Antwerpen en werd hij aldus verkozen in de Kamer van volksvertegenwoordigers, waar hij zitting nam in de commissie Justitie.
Bij de lokale verkiezingen van oktober 2024 was hij lijsttrekker van de Open Vld-lijst in zijn woonplaats Zoersel. De lijst behaalde bijna 10 procent, goed voor twee zetels in de gemeenteraad. Sinds december 2024 is Van Tigchelt gemeenteraadslid van Zoersel.